# Ayarnangra
Ayarnangra is een monotypisch geslacht van straalvinnige vissen uit de familie van de zuigmeervallen (Erethistidae).

## Soort
- Ayarnangra estuarius Roberts, 2001